# Campeonato Mundial de Halterofilismo de 1977
O Campeonato Mundial de Halterofilismo de 1977 foi a 51ª edição do campeonato organizado pela Federação Internacional de Halterofilismo (FIH) em Estugarda, na Alemanha Ocidental entre 17 a 25 de setembro de 1977. Foram disputadas dez categorias com a presença de 186 halterofilistas de 44 nacionalidades. Essa edição foi realizada em conjunto com o Campeonato Europeu de Halterofilismo de 1977.

## Medalhistas
| Evento    | Ouro                                 | Ouro     | Prata                                | Prata    | Bronze                               | Bronze   |
| 52 kg     | 52 kg                                | 52 kg    | 52 kg                                | 52 kg    | 52 kg                                | 52 kg    |
| --------- | ------------------------------------ | -------- | ------------------------------------ | -------- | ------------------------------------ | -------- |
| Arranque  | Aleksandr Voronin · União Soviética  | 107,5 kg | Masatomo Takeuchi · Japão            | 105,0 kg | György Kőszegi · Hungria             | 102,5 kg |
| Arremesso | Aleksandr Voronin · União Soviética  | 140,0 kg | Mohammad Nassiri Irão                | 135,0 kg | Francisco Casamayor · Cuba           | 132,5 kg |
| Total     | Aleksandr Voronin · União Soviética  | 247,5 kg | György Kőszegi · Hungria             | 235,0 kg | Francisco Casamayor · Cuba           | 230,0 kg |
| 56 kg     |                                      |          |                                      |          |                                      |          |
| Arranque  | Daniel Núñez · Cuba                  | 112,5 kg | Georgi Todorov · Bulgária            | 110,0 kg | Tadeusz Dembończyk · Polónia         | 110,0 kg |
| Arremesso | Jiro Hosotani · Japão                | 145,0 kg | Chen Manlin · China                  | 140,0 kg | Frank Mavius · Alemanha Oriental     | 140,0 kg |
| Total     | Jiro Hosotani · Japão                | 252,5 kg | Georgi Todorov · Bulgária            | 247,5 kg | Chen Manlin · China                  | 245,0 kg |
| 60 kg     |                                      |          |                                      |          |                                      |          |
| Arranque  | Nikolay Kolesnikov · União Soviética | 122,5 kg | Grzegorz Cziura · Polónia            | 122,5 kg | Yanko Rusev · Bulgária               | 122,5 kg |
| Arremesso | Nikolay Kolesnikov · União Soviética | 157,5 kg | Yanko Rusev · Bulgária               | 155,0 kg | Ioan Buta · Roménia                  | 150,0 kg |
| Total     | Nikolay Kolesnikov · União Soviética | 280,0 kg | Yanko Rusev · Bulgária               | 277,5 kg | Grzegorz Cziura · Polónia            | 270,0 kg |
| 67,5 kg   |                                      |          |                                      |          |                                      |          |
| Arranque  | Roberto Urrutia · Cuba               | 142,5 kg | Daniel Senet · França                | 135,0 kg | Werner Schraut · Alemanha Ocidental  | 132,5 kg |
| Arremesso | Sergey Pevsner · União Soviética     | 172,5 kg | Roberto Urrutia · Cuba               | 172,5 kg | Zbigniew Kaczmarek · Polónia         | 170,0 kg |
| Total     | Roberto Urrutia · Cuba               | 315,0 kg | Sergey Pevsner · União Soviética     | 302,5 kg | Zbigniew Kaczmarek · Polónia         | 297,5 kg |
| 75 kg     |                                      |          |                                      |          |                                      |          |
| Arranque  | Yurik Vardanyan · União Soviética    | 152,5 kg | Peter Wenzel · Alemanha Oriental     | 150,0 kg | András Stark · Hungria               | 150,0 kg |
| Arremesso | Yurik Vardanyan · União Soviética    | 192,5 kg | Günter Schliwka · Alemanha Oriental  | 190,0 kg | Peter Wenzel · Alemanha Oriental     | 187,5 kg |
| Total     | Yurik Vardanyan · União Soviética    | 345,0 kg | Peter Wenzel · Alemanha Oriental     | 337,5 kg | Günter Schliwka · Alemanha Oriental  | 330,0 kg |
| 82,5 kg   |                                      |          |                                      |          |                                      |          |
| Arranque  | Gennady Bessonov · União Soviética   | 157,5 kg | Blagoy Blagoev · Bulgária            | 155,0 kg | Péter Baczakó · Hungria              | 152,5 kg |
| Arremesso | Gennady Bessonov · União Soviética   | 195,0 kg | Paweł Rabczewski · Polónia           | 192,5 kg | Péter Baczakó · Hungria              | 192,5 kg |
| Total     | Gennady Bessonov · União Soviética   | 352,5 kg | Péter Baczakó · Hungria              | 345,0 kg | Paweł Rabczewski · Polónia           | 337,5 kg |
| 90 kg     |                                      |          |                                      |          |                                      |          |
| Arranque  | Sergey Poltoratsky · União Soviética | 167,5 kg | Rolf Milser · Alemanha Ocidental     | 162,5 kg | Ferenc Antalovics · Hungria          | 157,5 kg |
| Arremesso | Rolf Milser · Alemanha Ocidental     | 207,5 kg | Sergey Poltoratsky · União Soviética | 207,5 kg | Alberto Blanco · Cuba                | 197,5 kg |
| Total     | Sergey Poltoratsky · União Soviética | 375,0 kg | Rolf Milser · Alemanha Ocidental     | 370,0 kg | Alberto Blanco · Cuba                | 355,0 kg |
| 100 kg    |                                      |          |                                      |          |                                      |          |
| Arranque  | Michel Broillet · Suíça              | 170,0 kg | Anatoly Kozlov · União Soviética     | 162,5 kg | Helmut Losch\| · Alemanha Oriental   | 162,5 kg |
| Arremesso | Anatoly Kozlov · União Soviética     | 205,0 kg | Helmut Losch · Alemanha Oriental     | 205,0 kg | Mark Cameron · Estados Unidos        | 202,5 kg |
| Total     | Anatoly Kozlov · União Soviética     | 367,5 kg | Helmut Losch · Alemanha Oriental     | 367,5 kg | Michel Broillet · Suíça              | 365,0 kg |
| 110 kg    |                                      |          |                                      |          |                                      |          |
| Arranque  | Valentin Hristov · Bulgária          | 180,0 kg | Jürgen Ciezki · Alemanha Oriental    | 172,5 kg | Yury Zaitsev · União Soviética       | 170,0 kg |
| Arremesso | Yury Zaitsev · União Soviética       | 225,0 kg | Valentin Hristov · Bulgária          | 225,0 kg | Leif Nilsson · Suécia                | 220,0 kg |
| Total     | Valentin Hristov · Bulgária          | 405,0 kg | Yury Zaitsev · União Soviética       | 395,0 kg | Jürgen Ciezki · Alemanha Oriental    | 390,0 kg |
| +110 kg   |                                      |          |                                      |          |                                      |          |
| Arranque  | Vasily Alekseyev · União Soviética   | 185,0 kg | Jürgen Heuser · Alemanha Oriental    | 182,5 kg | Aslanbek Yenaldiev · União Soviética | 182,5 kg |
| Arremesso | Vasily Alekseyev · União Soviética   | 245,0 kg | Aslanbek Yenaldiev · União Soviética | 240,0 kg | Jürgen Heuser · Alemanha Oriental    | 237,5 kg |
| Total     | Vasily Alekseyev · União Soviética   | 430,0 kg | Aslanbek Yenaldiev · União Soviética | 422,5 kg | Jürgen Heuser · Alemanha Oriental    | 420,0 kg |

- — RECORDE MUNDIAL

## Quadro de medalhas
Quadro de medalhas no total combinado
| Ordem | País               | Medalha de ouro | Medalha de prata | Medalha de bronze | Total |
| ----- | ------------------ | --------------- | ---------------- | ----------------- | ----- |
| 1     | União Soviética    | 7               | 3                | 0                 | 10    |
| 2     | Bulgária           | 1               | 2                | 0                 | 3     |
| 3     | Cuba               | 1               | 0                | 2                 | 3     |
| 4     | Japão              | 1               | 0                | 0                 | 1     |
| 5     | Alemanha Oriental  | 0               | 2                | 3                 | 5     |
| 6     | Hungria            | 0               | 2                | 0                 | 2     |
| 7     | Alemanha Ocidental | 0               | 1                | 0                 | 1     |
| 8     | Polónia            | 0               | 0                | 3                 | 3     |
| 9     | China              | 0               | 0                | 1                 | 1     |
| 9     | Suíça              | 0               | 0                | 1                 | 1     |
| Total | Total              | 10              | 10               | 10                | 30    |

Quadro de medalhas nos levantamentos + total combinado
| Ordem | País               | Medalha de ouro | Medalha de prata | Medalha de bronze | Total |
| ----- | ------------------ | --------------- | ---------------- | ----------------- | ----- |
| 1     | União Soviética    | 21              | 6                | 2                 | 29    |
| 2     | Cuba               | 3               | 1                | 4                 | 8     |
| 3     | Bulgária           | 2               | 6                | 1                 | 9     |
| 4     | Japão              | 2               | 1                | 0                 | 3     |
| 5     | Alemanha Ocidental | 1               | 2                | 1                 | 4     |
| 6     | Suíça              | 1               | 0                | 1                 | 2     |
| 7     | Alemanha Oriental  | 0               | 7                | 7                 | 14    |
| 8     | Hungria            | 0               | 2                | 5                 | 7     |
| 8     | Polónia            | 0               | 2                | 5                 | 7     |
| 10    | China              | 0               | 1                | 1                 | 2     |
| 11    | França             | 0               | 1                | 0                 | 1     |
| 11    | Irão               | 0               | 1                | 0                 | 1     |
| 13    | Roménia            | 0               | 0                | 1                 | 1     |
| 13    | Suécia             | 0               | 0                | 1                 | 1     |
| 13    | Estados Unidos     | 0               | 0                | 1                 | 1     |
| Total | Total              | 30              | 30               | 30                | 90    |